# 濑川昌久
瀨川昌久（日语：／ Segawa Masahisa，1924年6月18日—2021年12月29日）是日本評論家。他評論的對象非常廣泛，主要包括音樂（特別是爵士樂）、電影和音樂劇。瀨川昌久是日本流行音樂協會名譽會長、《月刊音樂劇》（音樂劇出版社）原總編輯。

## 家族成員
- 瀬川昌耆（日语：瀬川昌耆）（祖父）——醫學家、兒科專家
- 瀨川壽壽（祖母）——化學工業專家、工程學博士厚木勝基（英语：厚木勝基）的叔母
- 瀬川昌世（日语：瀬川昌世）（伯父）——醫學家、兒科專家
- 瀬川順子（姑母）——男爵小池正晁（日语：小池正晁）的妻子

## 外部連接
- 生涯青春！JAZZ I LOVE 瀬川昌久 （页面存档备份，存于）——日本流行音樂協會（日語）